# Habichtswald (gemeente)
Habichtswald is een gemeente in de Duitse deelstaat Hessen, gelegen in het district Kassel.
Habichtswald telt 5.163 inwoners.

## Geschiedenis
De gemeente in bij de gemeentelijke herindeling in Hessen van 1971 gevormd door de fusie van de toenmalige gemeenten Dörnberg en Ehlen.

## Geografie
Habichtswald heeft een oppervlakte van 28,21 km² en ligt in het centrum van Duitsland, iets ten westen van het geografisch middelpunt.
Ahnatal · Bad Emstal · Bad Karlshafen · Baunatal · Breuna · Calden · Espenau · Fuldabrück · Fuldatal · Grebenstein · Habichtswald · Helsa · Hofgeismar · Immenhausen · Kaufungen · Liebenau · Lohfelden · Naumburg · Nieste ·  Niestetal ·  Reinhardshagen · Schauenburg · Söhrewald · Trendelburg · Vellmar · Wesertal · Wolfhagen · Zierenberg